# Costa e Entroterra tra Punta Cannoni e Punta delle Oche - Isola di San Pietro
Costa e Entroterra tra Punta Cannoni e Punta delle Oche - Isola di San Pietro este o arie protejată (arie de protecție specială avifaunistică — SPA) din Italia întinsă pe o suprafață de 1.911 ha, din care 16 % marine.

## Localizare
Centrul sitului Costa e Entroterra tra Punta Cannoni e Punta delle Oche - Isola di San Pietro este situat la coordonatele 39°08′41″N 8°15′02″E / 39.144858°N 8.250481°E.

## Înființare
Situl Costa e Entroterra tra Punta Cannoni e Punta delle Oche - Isola di San Pietro a fost declarat arie de protecție specială avifaunistică în iulie 2009 pentru a proteja 1 specie de plante și 25 de specii de animale.

## Biodiversitate
Situată în ecoregiunea mediteraneană, aria protejată conține 14 habitate naturale: Formațiuni scunde de Euphorbia în apropierea falezelor, Phrygana endemică cu Euphorbio-Verbascion, Ape stătătoare oligotrofe până la mezotrofe, cu vegetație de Littorelletea uniflorae și/sau de Isoëto-Nanojuncetea, Faleze cu vegetație de Limonium spp. endemic de pe coastele mediteraneene, Pășuni mediteraneene udate de apa mării (Juncetalia maritimi), Păduri de Quercus ilex și Quercus rotundifolia, Iazuri temporare mediteraneene, Peșteri marine scufundate complet sau parțial, Tufărișuri halofile mediteraneene și termo-atlantice (Sarcocornetea fruticosi), Straturi cu Posidonia (Posidonion oceanicae), Matorral arborescenți cu Juniperus spp., Tufărișuri termo-mediteraneene și de pre-deșert, Păduri de pin mediteraneene cu pini mezogeni endemici, Pseudostepă cu ierburi și specii anuale de Thero-Brachypodietea.
La baza desemnării sitului se află mai multe specii protejate:
- plante (1): Astragalus maritimus
- păsări (17): pescăruș albastru (Alcedo atthis), Alectoris barbara, Calonectris diomedea, erete de stuf (Circus aeruginosus), Falco eleonorae, șoim călător (Falco peregrinus), piciorong (Himantopus himantopus), Larus audouinii, Larus genei, ciocârlie de pădure (Lullula arborea), Phalacrocorax aristotelis desmarestii, ciocântors (Recurvirostra avosetta), chiră de baltă (Sterna hirundo), chiră mică (Sternula albifrons), Sylvia sarda, silvie de tufiș (Sylvia undata), chiră de mare (Thalasseus sandvicensis)
- amfibieni (1): Discoglossus sardus
- mamifere (1): liliacul mic cu potcoavă (Rhinolophus hipposideros)
- nevertebrate (1): Brachytrupes megacephalus
- pești (1): Aphanius fasciatus
- reptile (4): Caretta caretta, țestoasa de baltă (Emys orbicularis), Euleptes europaea, țestoasă bănățeană (Testudo hermanni)

Pe lângă speciile protejate, pe teritoriul sitului au mai fost identificate 45 de specii de păsări, 2 specii de amfibieni, 3 specii de mamifere, 7 specii de nevertebrate, 6 specii de reptile.